# Khu vực ba bang
Có một số khu vực ở 48 tiểu bang Hoa Kỳ lục địa được gọi chính thức là khu vực/vùng ba tiểu bang hay khu vực/vùng ba bang (tri-state area). Một khu vực ba bang là một khu vực liên quan đến một thị trấn hoặc đô thị đặc biệt nằm trên ba tiểu bang. Một số nơi, nhưng không phải tất cả, có bao gồm một cột mốc điểm ba (tripoint) ranh giới tiểu bang.
Khu vực ba bang thường được nhắc đến nhất là khi được tham chiếu đến Vùng đô thị New York, trong đó bao gồm các bộ phận của các tiểu bang New York, New Jersey và Connecticut. Nó thường được nhắc tới trên sóng phát thanh New York, cũng như thông qua vô số quảng cáo truyền hình.
Vùng Thung lũng Delaware, trong đó bao gồm vùng phía Đông Pennsylvania, phía Nam New Jersey và phía Bắc Delaware cũng thường được gọi là một khu vực ba bang trên các đài phát thanh và quảng cáo truyền hình tại thị trường Philadelphia.
Bốn khu vực nổi bật khác đã được định danh là các khu vực ba bang là khu vực ba bang Cincinnati, bao gồm Ohio, Kentucky và Indiana; khu vực ba bang Pittsburgh, bao lấy các phần của Pennsylvania, Ohio và Tây Virginia; khu vực ba bang Chicago, còn được gọi là Chicagoland, bao gồm Illinois, Indiana và Wisconsin; và khu vực Đại Memphis hoặc Mid-South gồm Tây Tennessee, Bắc Mississippi, đồng bằng sông Arkansas.
Các khu vực ba bang nhỏ hơn bao gồm khu vực Dubuque, Iowa, mà bao gồm một phần Illinois và Wisconsin; khu vực Quincy, Illinois, bao gồm một phần của Missouri và Iowa; Evansville, Indiana, bao gồm một phần của Illinois và Kentucky; khu vực ba bang Chattanooga, Tennessee bao gồm Alabama và Georgia; và vùng Ba Bang Huntington (W.V.)-Ashland (Ky.)-Ironton (Oh.), trong đó kết hợp các phần của Kentucky, Ohio, và Tây Virginia. Khu vực Quincy, Evansville, và Huntington-Ashland là các khu vực đáng chú ý cho các tiểu bang đang được ngăn cách bởi các con sông.
Khu vực bao gồm Washington, D.C. và các phần lân cận của Maryland và vùng Virginia (gồm các phần của Virginia và Tây Virginia) đôi khi cũng có thể tạm gọi là một "khu vực ba bang", mặc dù Đặc khu Columbia không phải là một tiểu bang; tuy nhiên, với sự hiện diện của Quận Jefferson, Tây Virginia trong phần chính thức của Vùng thống kê đô thị Washington–Arlington–Alexandria, khu vực này, theo quy định của Chính phủ Mỹ, trong thực tế bao gồm ba tiểu bang. Khu vực này theo lệ thường/theo thông tục được gọi là "DMV" (DC, Maryland, Virginia).
"Joplin District", một vùng khai thác chì và kẽm ở Oklahoma, Kansas và Missouri, sản xuất các mẫu vật khoáng sản được biết đến với tên các khoáng vật "Ba Bang", điển hình gồm chủ yếu là sphalerit.

## Các cột mốc điểm ba (tripoint)

### Trên mặt đất
Trong số 62 điểm ở Hoa Kỳ, nơi ba và chỉ có ba tiểu bang gặp nhau (mỗi trong số đó có thể được liên kết với khu vực ba bang riêng của chúng), 35 nơi ở trên mặt đất khô ráo, 27 nơi còn lại ở dưới nước.

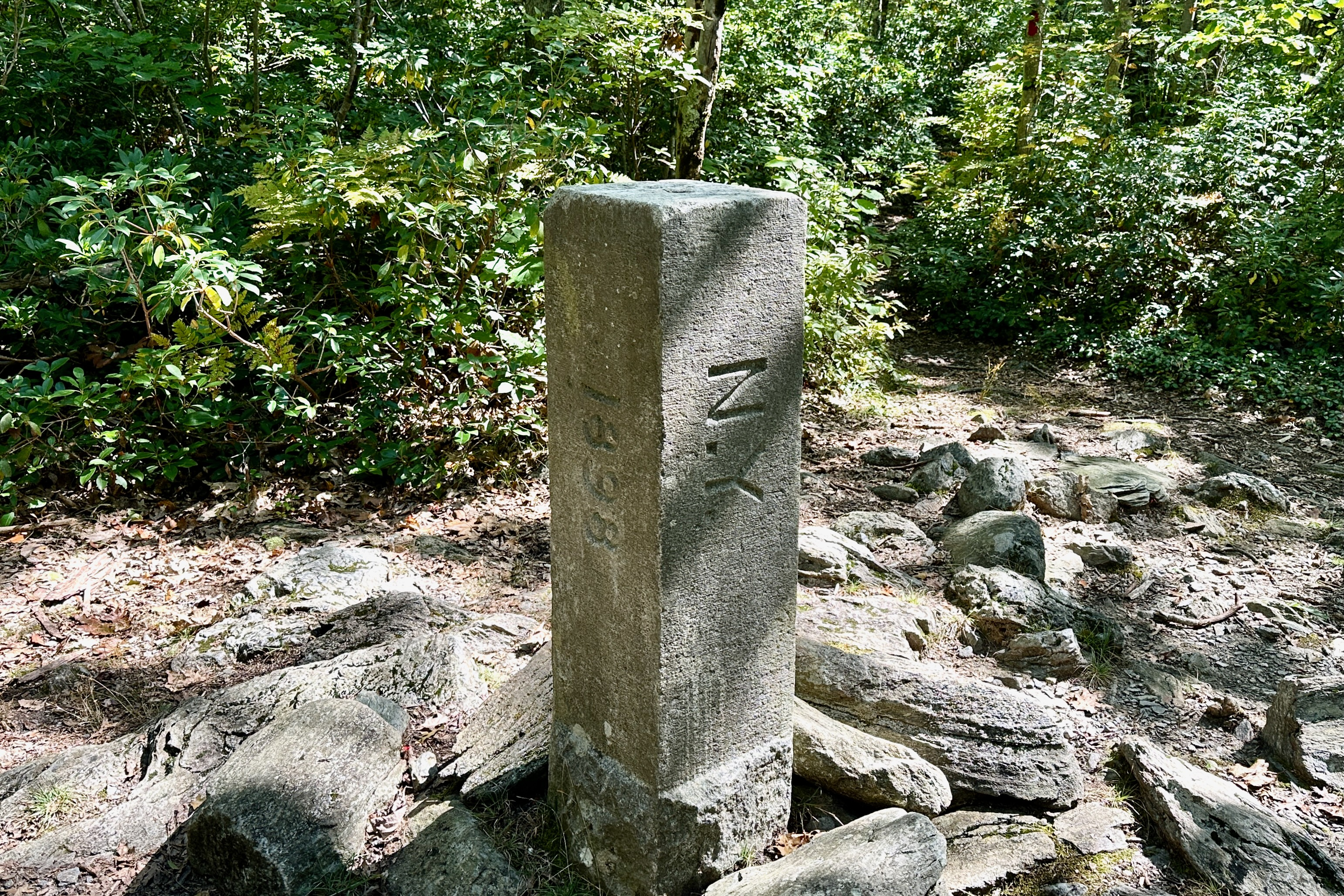
Cột mốc điểm ba Connecticut - Massachusetts - New York.

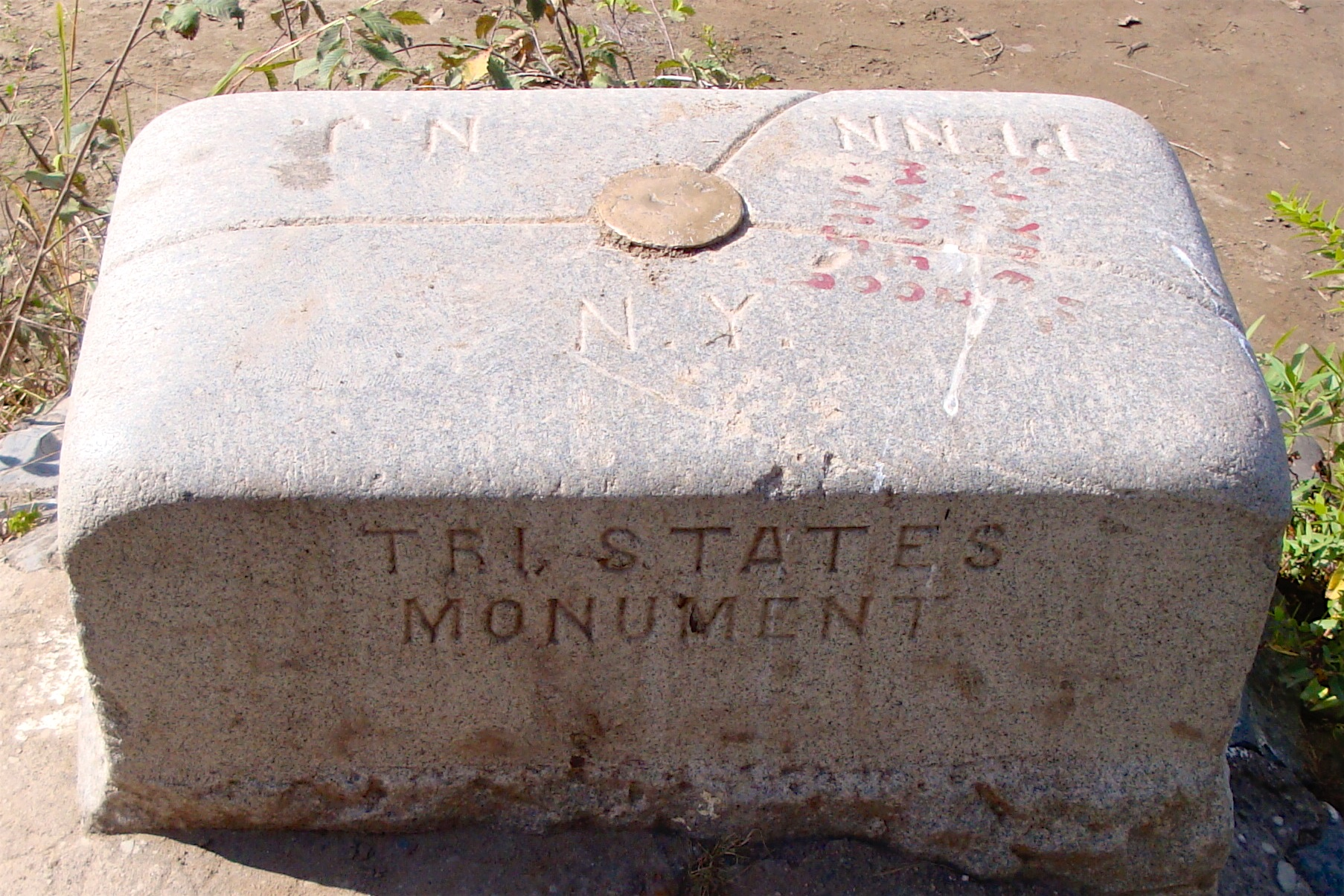
Cột mốc điểm ba New Jersey - New York - Pennsylvania.

| Tiểu bang thứ nhất | Tiểu bang thứ hai | Tiểu bang thứ ba | Chú thích |
| ------------------ | ----------------- | ---------------- | --- |
| Alabama            | Florida           | Georgia          | Cột mốc trên bờ sông thực ra chỉ nằm cách vài feet bên trên và về phía tây so với cột mốc điểm ba thực sự nằm trên mặt dòng nước lớn. |
| Alabama            | Georgia           | Tennessee        | Có một cột mốc bị đánh cắp gần đây trên đất khô ở lớp bề mặt và một điểm mốc được đánh dấu không rõ ràng ở hồ nằm trong hang một cách trực tiếp bên dưới. |
| Arizona            | Nevada            | Utah             | Được đánh dấu rõ ràng với một bia tưởng niệm bằng đá sa thạch đỏ. |
| Arkansas           | Louisiana         | Mississippi      | Đánh dấu không rõ ràng ở đảo phù sa trên sông, kết nối với bờ tây bằng đá kê đập chắn sông (riprap). |
| Arkansas           | Louisiana         | Texas            | Xem Ark-La-Tex. Cột mốc đang trong quá trình bị bao vây và xâm hại bởi cây cối. |
| Arkansas           | Missouri          | Oklahoma         | Được đánh dấu rõ ràng với một đài kỉ niệm bằng đá. |
| Arkansas           | Oklahoma          | Texas            | Đánh dấu không rõ ràng trên đảo phù sa theo mùa hoặc ở đáy sông, nhưng ranh giới tiểu bang Oklahoma - Texas được sửa đổi vào năm 2000 có khiếm khuyết trong việc không mở rộng từ dòng thảm thực vật trên bờ phía nam đến cột mốc điểm ba được thiết lập sẵn. |
| California         | Nevada            | Oregon           | Được đánh dấu rõ ràng với một mộ đá kỷ niệm. |
| Colorado           | Kansas            | Nebraska         | Được đánh dấu rõ ràng với một đĩa bằng đồng. |
| Colorado           | Kansas            | Oklahoma         | Bia tưởng niệm 8 Mile Corner. Cột mốc được giấu trong nhà mồ bên dưới phần nắp cống có thể tháo rời. |
| Colorado           | Nebraska          | Wyoming          | Được đánh dấu rõ ràng với một phiến đá bao quanh bởi một bệ bằng ba hòn đá được sơn màu. |
| Colorado           | New Mexico        | Oklahoma         | Bia tưởng niệm Preston |
| Colorado           | Utah              | Wyoming          | Được đánh dấu rõ ràng. |
| Connecticut        | Massachusetts     | New York         | Xem Núi Brace hoặc Đỉnh Frissell. Được đánh dấu rõ ràng với một phiến đá có ghi dòng MASS-1898-NY và đôi khi có một dòng mờ bị "trầy xước" ghi CONN. |
| Connecticut        | Massachusetts     | Rhode Island     | Xem Thompson, Connecticut. Được đánh dấu rõ ràng với một phiến đá ghi MASS-CONN-RI. |
| Delaware           | Maryland          | Pennsylvania     | Xem Delaware Wedge. Được đánh dấu rõ ràng bằng một phiến đá ghi M-M-P-P ngụ ý đây không phải phiến đá nhằm mục đích là cột mốc điểm ba chính thức. |
| Georgia            | Bắc Carolina      | Tennessee        | Được đánh dấu rõ ràng. |
| Idaho              | Montana           | Wyoming          | Nằm trong Vườn quốc gia Yellowstone. Được đánh dấu rõ ràng, mặc dù khá khó khăn để tiếp cận. |
| Idaho              | Nevada            | Oregon           | Được đánh dấu rõ ràng với một phiến đá ba mặt có ghi N-I-O trên mỗi mặt tương ứng. |
| Idaho              | Nevada            | Utah             | Được đánh dấu rõ ràng với một bia tưởng niệm làm bằng đá granit có ghi các tên tiểu bang tương ứng. |
| Idaho              | Utah              | Wyoming          | Được đánh dấu rõ ràng với một phiến đá. |
| Indiana            | Michigan          | Ohio             | Cột mốc nằm trong một hộp di tích bên dưới bề mặt của một con đường nông thôn. Được đặt vào năm 1999 và đã có một đĩa kim loại có thể tháo rời bảo vệ nó. |
| Iowa               | Minnesota         | Nam Dakota       | Điểm chính xác được đánh dấu rõ ràng với một đĩa ở trung tâm của một ngã tư đường hình chữ T. Một di tích chứng nhân lân cận ở cột mốc Nam Dakota thừa nhận cột mốc điểm ba được thiết lập vào năm 1859.                                                      |
| Kansas             | Missouri          | Oklahoma         | Được đánh dấu rõ ràng với một tấm bảng trên một con đường cụt hiếm khi được sử dụng. |
| Kentucky           | Tennessee         | Virginia         | Tri-State Peak Được đặt trong Công viên Lịch sử Quốc gia Cumberland Gap. Được đánh dấu rõ ràng. |
| Kentucky           | Virginia          | Tây Virginia     | Được đánh dấu rõ ràng với một điểm đánh dấu USGS trên đầu của một ống sắt cao hai feet ở điểm cao của con sông. |
| Maryland           | Pennsylvania      | Tây Virginia     | Được đánh dấu rõ ràng với một phiến đá hình kim tự tháp. |
| Massachusetts      | New Hampshire     | Vermont          | Cột mốc về mặt kĩ thuật nằm trên mặt đất khô, nhưng được chôn trong lòng sông do xây dựng một con đập hạ lưu. |
| Massachusetts      | New York          | Vermont          | Được đánh dấu rõ ràng với một phiến đá. |
| Montana            | Bắc Dakota        | Nam Dakota       | Được đánh dấu rõ ràng với một phiến đá granit đỏ. |
| Montana            | Nam Dakota        | Wyoming          | Được đánh dấu rõ ràng với một phiến đá nằm bên trong một hàng rào. |
| Nebraska           | Nam Dakota        | Wyoming          | Được đánh dấu rõ ràng với một phiến đá nằm bên trong một hàng rào. |
| New Jersey         | New York          | Pennsylvania     | Được đánh dấu rõ ràng với Bia tưởng niệm Ba Bang ở Port Jervis, New York bởi hợp lưu của Sông Delaware và Sông Neversink. |
| New Mexico         | Oklahoma          | Texas            | Cột mốc Texomex (Texomex Marker) |
| Bắc Carolina       | Tennessee         | Virginia         | Được đánh dấu rõ ràng. |

### Dưới nước
| Tiểu bang thứ nhất | Tiểu bang thứ hai | Tiểu bang thứ ba | Vùng nước                           | Chú thích |
| ------------------ | ----------------- | ---------------- | ----------------------------------- | --- |
| Alabama            | Mississippi       | Tennessee        | Sông Tennessee                      | |
| Arizona            | California        | Nevada           | Sông Colorado                       | |
| Arkansas           | Mississippi       | Tennessee        | Sông Mississippi                    | Vùng đô thị Memphis, Tennessee. |
| Arkansas           | Missouri          | Tennessee        | Sông Mississippi                    | |
| Connecticut        | New York          | Rhode Island     | Cửa sông Long Island Sound          | Phần của New York trong khu vực ba bang này là Đảo Fishers, New York. Đó là vùng đô thị New London, Connecticut. |
| Delaware           | New Jersey        | Pennsylvania     | Sông Delaware                       | Vùng đô thị Philadelphia, ở phần cực đông của Vòng cung Mười Hai Dặm (Twelve-Mile Circle). |
| Georgia            | Bắc Carolina      | Nam Carolina     | Sông Chatooga                       | Nằm trong phần sông rất gần điểm đánh dấu trên đất khô. |
| Idaho              | Oregon            | Washington       | Sông Snake                          | |
| Illinois           | Indiana           | Kentucky         | Sông Wabash và Sông Ohio            | Vùng đô thị Evansville, Indiana. Xem Khu vực Ba Bang Illinois-Indiana-Kentucky. |
| Illinois           | Indiana           | Michigan         | Hồ Michigan                         | Được biết đến với một trong hai cái tên Đụn cát Indiana (Indiana Dunes) hoặc Khu vực Đụn cát Michigan (Michigan Dunes Area). |
| Illinois           | Iowa              | Wisconsin        | Sông Mississippi                    | Vùng đô thị Dubuque, Iowa. |
| Illinois           | Kentucky          | Missouri         | Sông Mississippi và Sông Ohio       | Vùng Little Egypt được định danh một cách phổ biến là một khu vực ba bang với vùng đô thị St. Louis, Missouri - Carbondale, Illinois và Paducah, Kentucky là hạt nhân của chúng.                                                               |
| Illinois           | Michigan          | Wisconsin        | Hồ Michigan                         | |
| Indiana            | Kentucky          | Ohio             | Sông Ohio                           | Vùng đô thị Cincinnati, Ohio. Cột mốc điểm ba ở gần, nhưng không chính xác, vùng hợp lưu với Sông Đại Miami. |
| Iowa               | Illinois          | Missouri         | Sông Mississippi và Sông Des Moines | Chung biên giới với Lee County, Iowa. |
| Iowa               | Minnesota         | Wisconsin        | Sông Mississippi                    | Vùng đô thị La Crosse, Wisconsin. Được đánh dấu rõ ràng tại một thời gian với một dấu hiệu cho thấy đã được neo đậu tại vị trí, nhưng dấu hiệu từ đó đã bị xê dịch từ năm 2001.                                                                |
| Iowa               | Missouri          | Nebraska         | Sông Missouri                       | |
| Iowa               | Nebraska          | South Dakota     | Sông Big Sioux và Sông Missouri     | Vùng đô thị Sioux City, Iowa. |
| Kansas             | Missouri          | Nebraska         | Sông Missouri                       | |
| Kentucky           | Missouri          | Tennessee        | Sông Mississippi                    | Ba cột mốc điểm ba riêng biệt, do những đoạn uốn khúc của dòng sông (mặc dù có lẽ chỉ có một khu vực ba bang duy nhất xung quanh tất cả). Xem thêm Kentucky Bend.                                                                              |
| Kentucky           | Ohio              | Tây Virginia     | Sông Big Sandy và Sông Ohio         | Vùng Ba Bang Huntington (W.V.)-Ashland (Ky.)-Ironton (Oh.). |
| Maryland           | Virginia          | Tây Virginia     | Sông Potomac                        | Không được đánh dấu rõ ràng, đặt tại dòng nước thấp, và hầu như luôn luôn ngập nước. |
| Michigan           | Minnesota         | Wisconsin        | Hồ Thượng                           | |
| Minnesota          | Bắc Dakota        | Nam Dakota       | Sông Bois de Sioux                  | Không trực tiếp được đánh dấu và có lẽ hầu hết nằm trong lòng sông. |
| Ohio               | Pennsylvania      | Tây Virginia     | Sông Ohio                           | Về mặt kĩ thuật là Điểm khởi đầu của Cuộc khảo sát Đất Công cộng Hoa Kỳ, mặc dù tượng đài thực tế nằm cách điểm này 1,112 feet về phía bắc của cột mốc điểm ba do vị trí hiện tại của cột mốc điểm ba ở dưới nước; khu vực Ba Bang Pittsburgh. |

## Các vùng không có cột mốc điểm ba
Các khu vực ba bang sau đây cũng rất đáng chú ý, nhưng không có cột mốc điểm ba:
| Tiểu bang thứ nhất | Tiểu bang thứ hai | Tiểu bang thứ ba | Chú thích |
| ------------------ | ----------------- | ---------------- | --- |
| Alabama            | Florida           | Mississippi      | Vùng Duyên hải Vịnh Mexico. |
| Connecticut        | New Jersey        | New York         | Vùng đô thị New York. Xem Vùng đô thị New York. |
| Delaware           | Maryland          | New Jersey       | Vùng đô thị Wilmington, Delaware. |
| Delaware           | Maryland          | Virginia         | Bán đảo Delmarva. |
| Idaho              | Montana           | Washington       | Khu vực Spokane, Washington; kết nối bởi Xa lộ Liên tiểu bang 90. |
| Illinois           | Indiana           | Wisconsin        | Vùng đô thị Chicago |
| Kansas             | Oklahoma          | Texas            | Khu vực Liberal, Kansas có một mối quan hệ chặt chẽ với vùng "cán xoong" (panhandle) của Oklahoma và Texas.                                                                                    |
| Massachusetts      | Maine             | New Hampshire    | Vùng đô thị Boston cho tới Portland; mặc dù hai bang được ngăn cách bởi New Hampshire, Maine, thực sự là một phần của Massachusetts trước khi trở thành một tiểu bang riêng biệt vào năm 1820. |
| New York           | Pennsylvania      | Ohio             | Vùng đô thị Erie, còn được biết đến với tên gọi Niagara Frontier và Bờ Bắc (North Coast). Nó chia sẻ hai cột mốc điểm ba với Ontario (PA-ON-OH và PA-ON-NY), cả hai nằm trong Hồ Erie.         |
| Nam Carolina       | Bắc Carolina      | Tennessee        | Vùng đô thị Spartanburg, Nam Carolina, Asheville, Bắc Carolina, Johnson City, Tennessee, và Kingsport, Tennessee dọc theo Xa lộ Liên tiểu bang 26.                                             |
| Vermont            | Maine             | New Hampshire    | Phía Bắc New England. |
| West Virginia      | Virginia          | Bắc Carolina     | Phần quan trọng của Xa lộ Liên tiểu bang 77 kết nối Charleston, Tây Virginia với Charlotte, Bắc Carolina; đi qua Wytheville, Virginia.                                                         |